# Modisimus nicaraguensis
Modisimus nicaraguensis är en spindelart som beskrevs av Huber 1998. Modisimus nicaraguensis ingår i släktet Modisimus och familjen dallerspindlar.
Artens utbredningsområde är Nicaragua. Inga underarter finns listade i Catalogue of Life.